# Šahovska olimpijada 2000.
34. Šahovska olimpijada održana je 2000. u Turskoj. Grad domaćin bio je Istanbul.

## Poredak osvajača odličja
| Mj. | Država   | Bodova | Igrači |
| --- | -------- | ------ | ------ |
| 1.  | Rusija   | 38,0   |        |
| 2.  | Njemačka | 37,0   |        |
| 3.  | Ukrajina | 35,5   |        |

| Pobjednici         |
| ------------------ |
| Rusija Peti naslov |